# Union pour la nouvelle république
L' Union pour la Nouvelle République (UPNR ) est un parti politique gabonais fondé par Louis-Gaston Mayila .

## Histoire
Le parti est est par Mayila en juillet 2007.  Il a soutenu Pierre Mamboundou de l' Union du peuple gabonais lors des élections présidentielles de 2009.  Lors des élections parlementaires de 2011, il  obtient 1,2 % des voix, remportant un siège.